# ديبورا أيزنبرغ
ديبورا أيزنبرغ (بالإنجليزية: Deborah Eisenberg)‏ (و. 1945 – م) هي كاتبة مسرحية، وكاتبة من الولايات المتحدة الأمريكية . ولدت في وينتكا .

## التعليم
تعلمت في ذا نيو سكول.

## جوائز وترشيحات
حصلت على جوائز منها:
زمالة غوغنهايم
زمالة ماك آرثر

## روابط خارجية
- ديبورا أيزنبرغ على موقع IMDb (الإنجليزية)
- ديبورا أيزنبرغ على موقع مونزينجر (الألمانية)